# Gentianella imberbis
Gentianella imberbis là một loài thực vật có hoa trong họ Long đởm. Loài này được (Griseb.) Filippa & Barboza mô tả khoa học đầu tiên năm 2001.